# Cal Quartel (Verdú)
Cal Quartel és un edifici de Verdú (Urgell) inclòs a l'Inventari del Patrimoni Arquitectònic de Catalunya.

## Descripció
Casa de grans dimensions de quatre pisos d'alçada i que gairebé dona el tomb a tot el carrer. Malauradament es troba en un estat de conservació ruïnós perquè està en desús des de fa molt temps, i la seva façana ha perdut l'aspecte senyorial que un dia va tenir.
A la planta baixa té tres portes d'accés, totes de perfil rectangular amb una llinda superior de pedra llisa sense decoració escultòrica. Aquestes portes es troben en força mal estat de conservació, i la porta principal ha perdut el seu aspecte inicial. La planta baixa anava destinada a les cavalleries mentre que les altres superiors s'utilitzaren per allotjar els comandaments i la tropa. A la primera planta s'observen cinc obertures col·locades rítmicament: tres balcons i dues finestres. Totes estan acabades amb llindes de pedra llises i rectangulars. A la segona planta hi ha també cinc obertures: dues finestres, dos balconets i una finestra alineades en vertical amb les obertures de la primera planta. A les golfes hi ha onze finestretes rematades en la part superior per arcs de mig punt que avui dia estan tapiades.

## Història
La necessitat de resoldre els problemes que comportava allotjar les tropes a les cases va motivar la construcció d'un quarter que pogués hostatjar les cavalleries, els soldats i els oficials. La construcció es va enllestir l'any 1678. L'edifici es va construir amb diners del culte a Sant Antoni, i amb part dels beneficis que produïa la botiga dels Sants (magatzem del cereal), amb autorització expressa de l'Arquebisbe de Solsona.
Al llarg de la història ha complert diverses funcions, a més de la inicial, com a quarter. Posteriorment es rehabilità per habilitar les cavallerisses de la Guàrdia Civil i després passà a ser propietat municipal. Llavors, es va reutilitzar com a escola pública. Actualment continua sent propietat municipal però es troba totalment abandonat.